# Maria Younga-Mikulska
Maria Aniela Younga-Mikulska z d. Younga de Lenie (ur. 1 sierpnia 1908 w Krakowie, zm. 26 lutego 1987 w Londynie) – polska szybowniczka i instruktor szybownictwa WP i LOPP, żołnierz PSK i WAAF, instruktor lotniczy w RPAF.

## Życiorys

### Młodość i okres międzywojenny

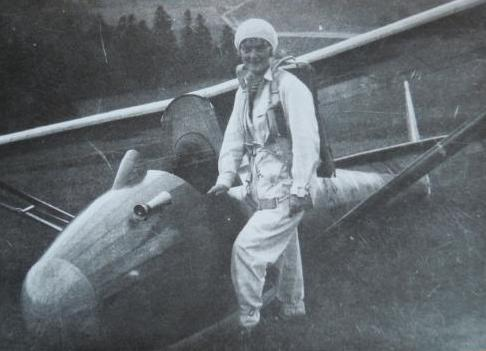
Maria Younga-Mikulska przy szybowcu CW-7, lata 30.

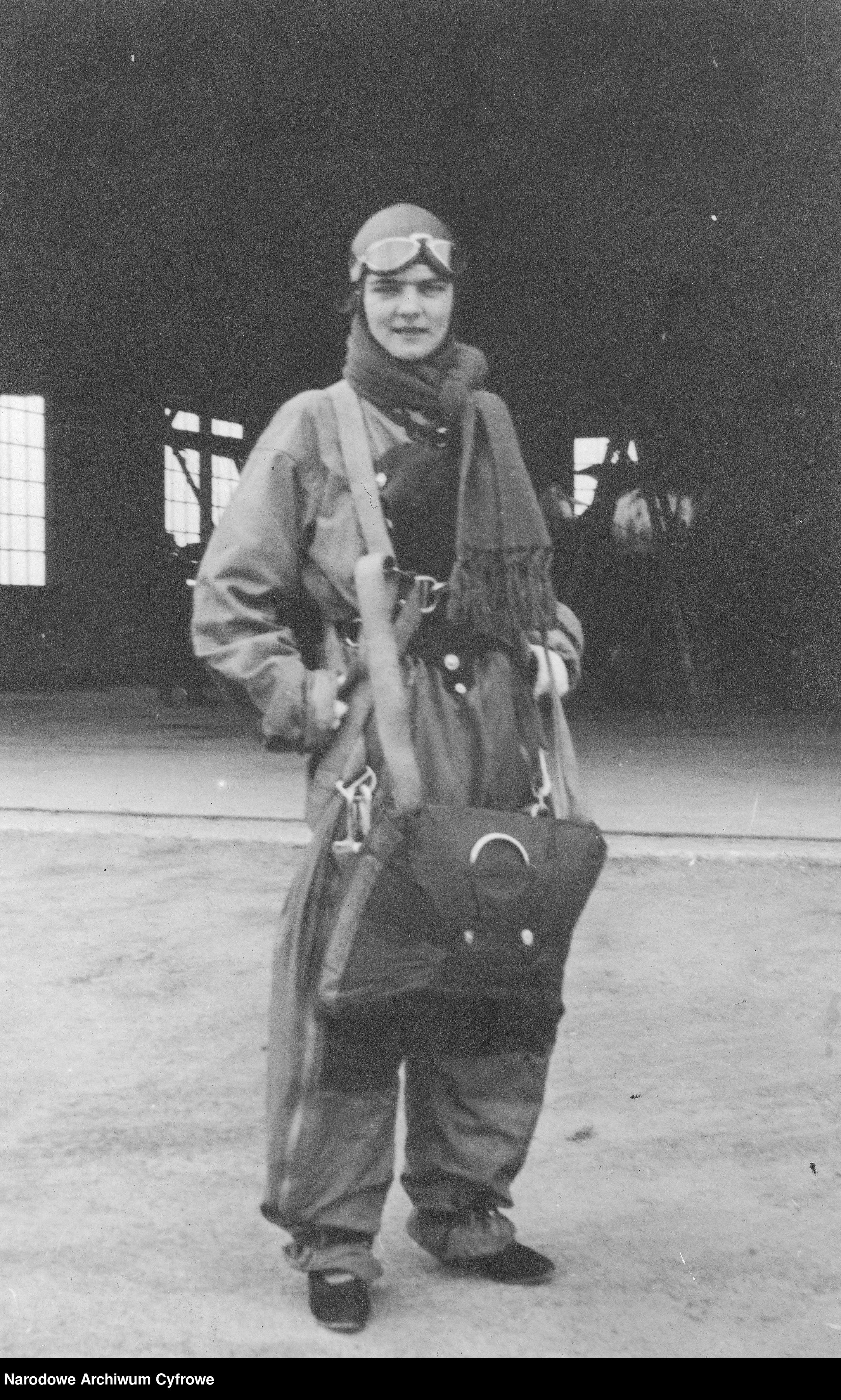
Maria Younga w stroju lotniczym, 1933 r.

Córka Jerzego Younga (ur. 1867, zm. 1941 w Semipałatyńsku) i Janiny Lutostańskiej (zm. 1947 w Semipałatyńsku). Siostra Jerzego Janusza Younga de Lenie.
Po maturze w 1925 studiowała historię sztuki i romanistykę na Uniwersytetach: Jagiellońskim i Jana Kazimierza. W latach 1927–1928 studiowała w Brukseli i Grenoble, gdzie uzyskała Certificat des Hautes Etudes Françaises.
W 1929–1930 jako jedna z pierwszych kobiet ukończyła kursy szybownictwa w Aeroklubie Lwowskim w Czerwonym Kamieniu pod Lwowem. Wzięła też udział w wyprawie, która zidentyfikowała pole lotów w Bezmiechowej, gdzie powstała Akademia Szybowcowa. W czasie jednego z lotów szkoleniowych, wobec nadchodzącego zimnego frontu, przy porywie wiatru wylądowała awaryjnie na boisku piłkarskim przerywając trwający właśnie mecz piłki nożnej klubu Czarnych Lwów. Ustanowiła szereg kobiecych rekordów szybownictwa jak np. w locie na przewyższenie (2800 m w 1935) i długotrwałości lotu. Zajmowała też czołowe miejsca w zawodach szybowcowych. Regularnie pisała felietony do tygodnika lotniczego „Skrzydlata Polska”.
Uzyskała uprawnienia instruktorskie w 1935 – była pierwszą polską instruktorką szybownictwa. Była instruktorką szybownictwa w centrum szkolenia szybowcowego WP w Ustianowej (1935) i od wiosny 1936 w Wołyńskiej Szkole Szybowcowej LOPP w Sokolej Górze, której kierownikiem był jej przyszły mąż Jan Zbigniew Mikulski. Równolegle latała na szybowcach – przelotem 63 km skompletowała wyczynową odznakę pilota szybowcowego. W czasie jednego z lotów szybowiec został ostrzelany przez Sowietów po przekroczeniu granicy powietrznej; szczęśliwie zawróciła i wylądowała koło Strażnicy KOP (tamże). Latem 1938 przerwała szkolenia ze względów rodzinnych i zdrowotnych.
Za swoje osiągnięcia w 1935 r. została odznaczona Srebrnym Krzyżem Zasługi przez Prezydenta RP.

### II wojna światowa
15 kwietnia 1940 została deportowana przez Sowietów ze Lwowa w okolice Semipałatyńska (obecnie Kazachstan), wraz z rodzicami i 2-letnią córeczką Anną; jako jedyna przeżyła. Ewakuowana przez armię gen. Andersa w kwietniu 1942, bardzo podupadła na zdrowiu. Po pobycie w Iranie (do sierpnia 1942) nauczycielka i sekretarz w polskim obozie przesiedleńczym w Ifunda, Irunda (Tanganika, obecnie Uganda).
13 marca 1943 przyjęta do WAAF RAF-u z numerem służbowym 2792832. Od marca 1944 w WAAF w Wielkiej Brytanii, gdzie w stopniu LACW pracowała w sekcji meteorologicznej w Polskiej Stacji Lotniczej w Newton Station. Przeniesiona do Dowództwa Polskich Sił Powietrznych, wydział prasy i informacji, gdzie pracuje aż do demobilizacji 18 kwietnia 1947 r. Okazyjnie pisała jako korespondentka do polskich gazet w Wielkiej Brytanii.

### Okres powojenny
Jesienią 1947 była wśród założycieli Sekcji Szybowcowej Stowarzyszenia Lotników Polskich określonej jako Truly a galaxy of talent przez periodyki lotnicze. Była wybrana sekretarzem stowarzyszenia.
W kwietniu 1950 wyjechała do męża do Pakistanu, gdzie jako pierwsza kobieta została zaangażowana jako instruktor szybownictwa w Pakistańskim Lotnictwie (RPAF); współorganizowała Centralną Szkołę Szybowcową (Central Gliding School) w Karaczi. Pracowała jako instruktor cywilny (Civil Flight Instructor – CFI) do 1956: najpierw w Karaczi jako drugi instruktor, a następnie prowadziła też jednostkę szybowcową w bazie RPAF Chaklala koło Rawalpindi osiągając bardzo dobre wyniki szkoleniowe.
W trakcie lotów ustanowiła szereg rekordów tym razem pakistańskich, m.in. 6-godzinny lot żaglowy nad terenem płaskim zakończony już w ciemnościach. Kłopoty zdrowotne spowodowały wycofanie się z czynnej służby w RPAF.
W 1964 wraz z mężem powróciła do Wielkiej Brytanii, gdzie do przejścia na emeryturę była instruktorem szybownictwa w London Gliding Club, Dunstable/Luton. Była działaczką i wybranym dożywotnio członkiem Stowarzyszenia Lotników Polskich, odznaczona Złotą Odznaką tegoż stowarzyszenia.

### Życie rodzinne
7 listopada 1936 wyszła za mąż za Jana Zbigniewa Mikulskiego, pilota i instruktora szybownictwa. 9 listopada 1938 urodziła się ich córka Anna Janina, która zmarła na deportacji zimą 1940 roku w okolicach Semipalatyńska.

## Ordery i odznaczenia
- Medal Lotniczy
- Srebrny Krzyż Zasługi (1935)
- Medal Wojny 1939–1945 (Wielka Brytania)